# Хохлатая оропендола
Хохлатая оропендола, или хохлатый кассик, или шапу (лат. Psarocolius decumanus) — певчая птица семейства трупиаловых, обитающая в Южной Америке.

## Описание
Самки длиной примерно 36—38 см, самцы — примерно 46—48 см. Радужины синие, клюв от цвета слоновой кости до бледного зеленовато-жёлтого цвета. Оперение блестяще чёрное, гузке и подхвостье тёмного, каштанового цвета. Рулевые перья жёлтые вплоть до центральных перьев. У самцов неприметный, похожий на волосы хохол. У подвида P. d. maculosus в оперении присутствует немного жёлтых перьев.

## Распространение
Вид распространён на низменности Южной Америки к востоку от Анд, от Панамы и Колумбии через бразильскую часть Амазонской низменности до северной оконечности Аргентины. На Тринидаде и Тобаго обитает подвид P. d. insularis.
Птица живёт во влажных джунглях, в лесу вдоль рек, во вторичных и лиственных лесах, а также в культурных ландшафтах с отдельно растущими деревьями на высоте ниже 1000 м над уровнем моря
.

## Подвиды
Выделяют четыре подвида:
- Psarocolius decumanus decumanus — Перу
- Psarocolius decumanus insularis — Тринидад
- Psarocolius decumanus maculosus — Перу, Боливия, Бразилия
- Psarocolius decumanus melanterus — Панама